# 側帶雙鋸魚
側帶雙鋸魚（學名：Amphiprion latifasciatus）是輻鰭魚綱鱸形目雀鯛科雙鋸魚屬的其中一種，分布於西印度洋馬達加斯加及葛摩海域，深度1至12公尺，體呈卵圓形且側扁，身體呈黑色，口鼻、腹部和所有鰭均呈黃色，並有兩條白色條紋，背鰭硬棘10-11枚、背鰭軟條15-16枚、臀鰭硬棘2枚、臀鰭軟條12-14枚，體長可達13公分，棲息在潟湖及外海礁石區，與海葵形成共生互利關係，並且不受宿主帶刺觸手的影響，為雌雄同體，具有嚴格的階級劃分，雌魚最大，繁殖中的雄魚第二大，並且隨著等級下降，雄魚非繁殖者逐漸變小，如果唯一的繁殖雌性死亡，繁殖的雄魚將變成雌魚，而最大的非繁殖者將成為繁殖的雄魚，以浮游生物為食，可做為觀賞魚。

## 相似種

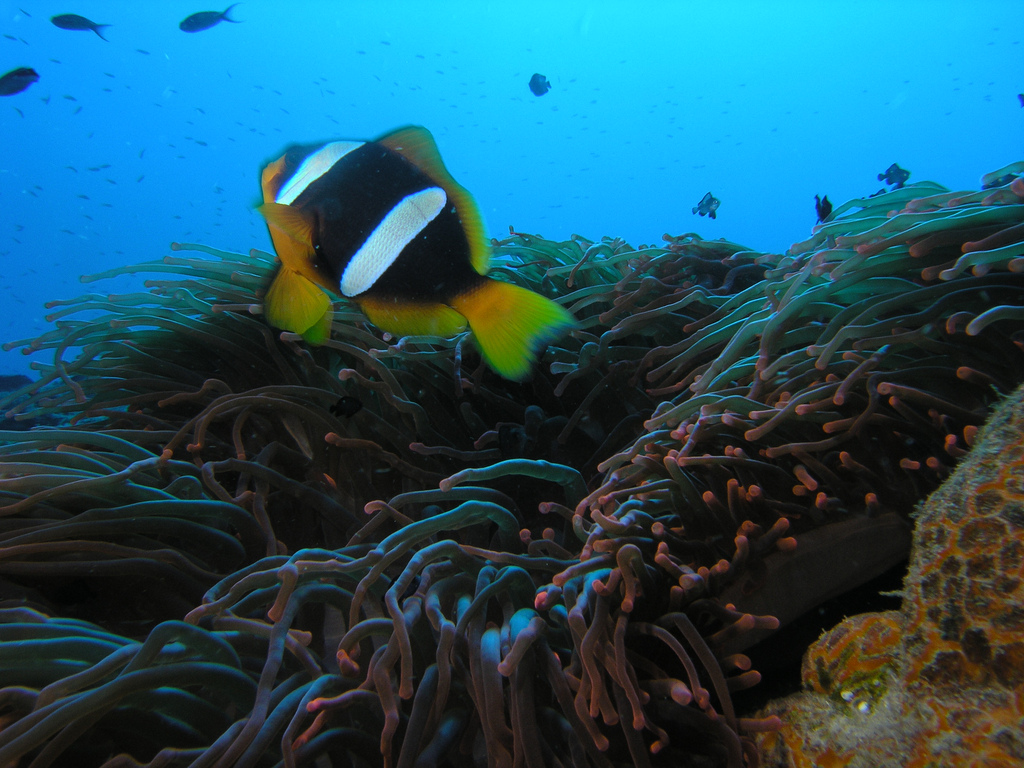
側帶雙鋸魚(A. latifasciatus)
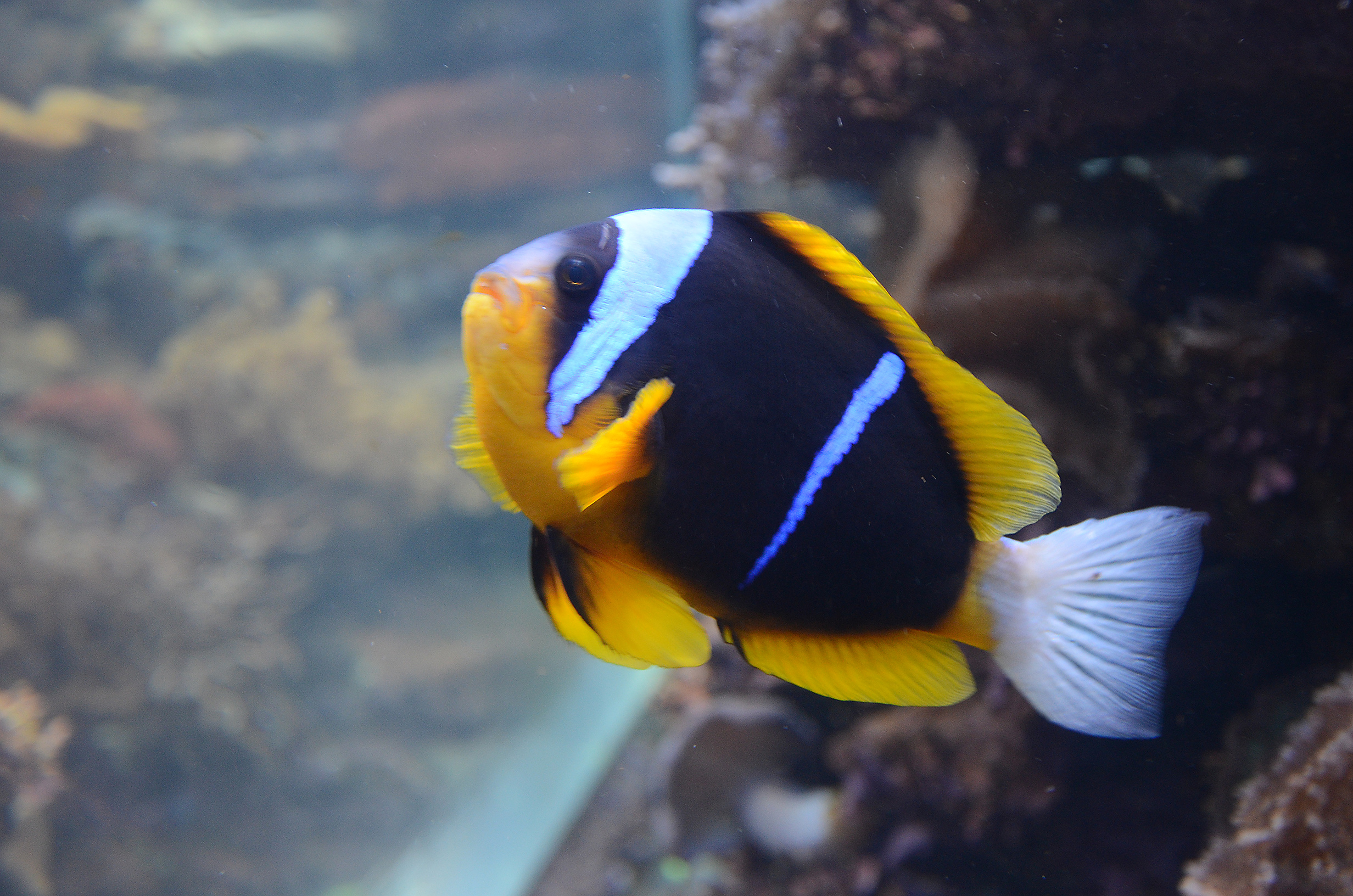
阿氏雙鋸魚(Amphiprion allardi)
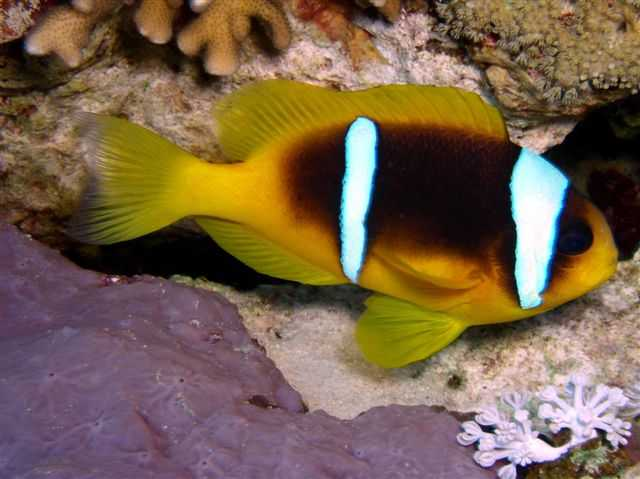
二帶雙鋸魚(Amphiprion bicinctus)
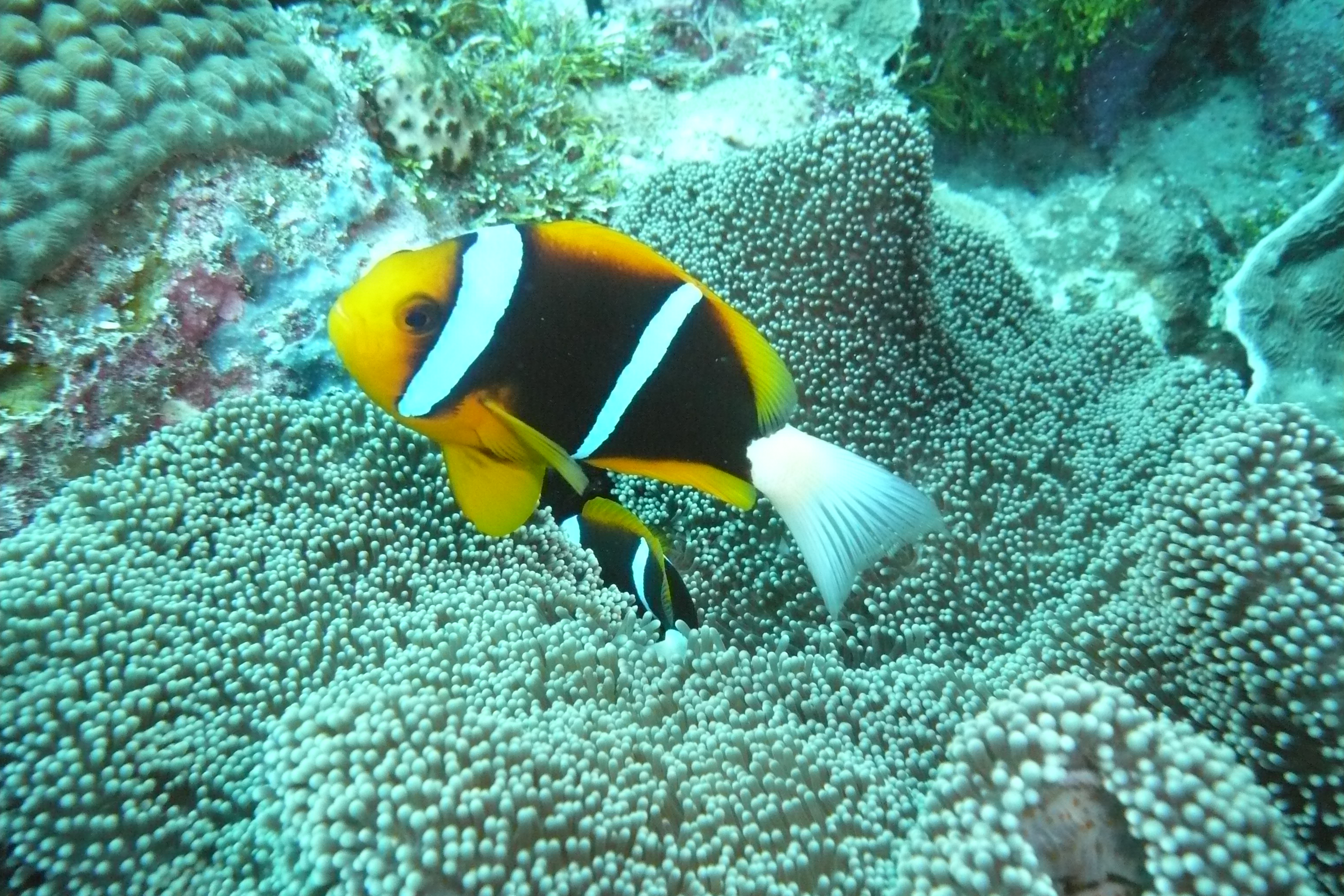
橙鰭雙鋸魚(Amphiprion chrysopterus)
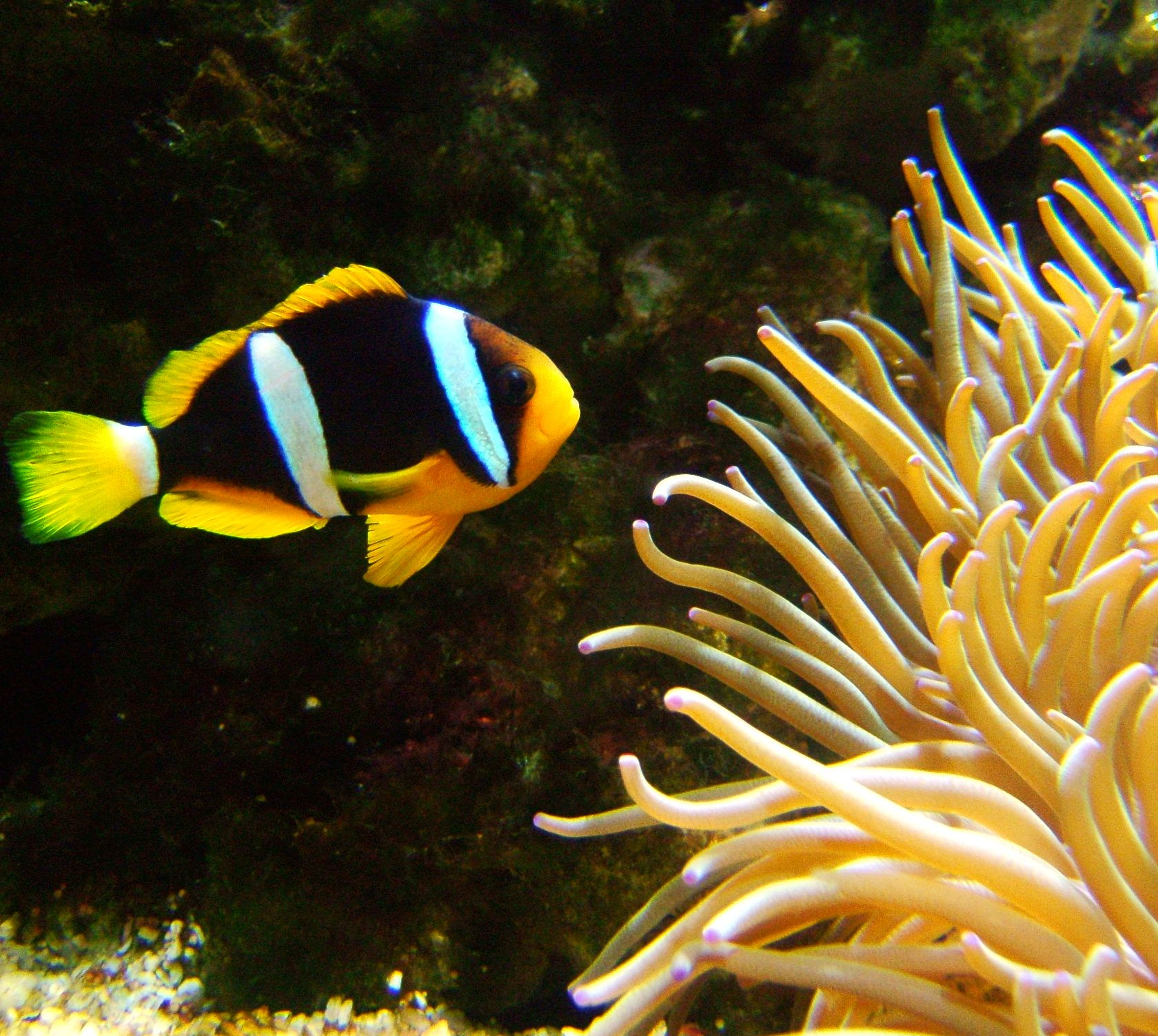
克氏雙鋸魚(Amphiprion clarkii)